# Leeds and Liverpool-kanalen
Leeds and Liverpool-kanalen er en skibskanal i det nordlige England. Den løber fra Liverpool, Merseyside, til Leeds, West Yorkshire. Kanalen stod færdig i 1816, og er med sine ca. 200 km den længste kunstige vandvej i England. Den forbinder Nordsøen med det Irske Hav.